# Даран
Дара́н (перс. داران‎) — город в центральном Иране, в провинции Исфахан. Административный центр шахрестана Фаридан.

## География
Город находится в западной части Исфахана, в горной местности центрального Загроса, на высоте 2249 метров над уровнем моря.
Даран расположен на расстоянии приблизительно 115 километров к западу-северо-западу (WNW) от Исфахана, административного центра провинции и на расстоянии 305 километров к юго-юго-западу (SSW) от Тегерана, столицы страны. Ближайший гражданский аэропорт расположен в городе Шехре-Корд.

## Население
По данным переписи, на 2006 год население составляло 18 930 человек.